# 布爾納斯湖
45°50′N 30°07′E / 45.833°N 30.117°E

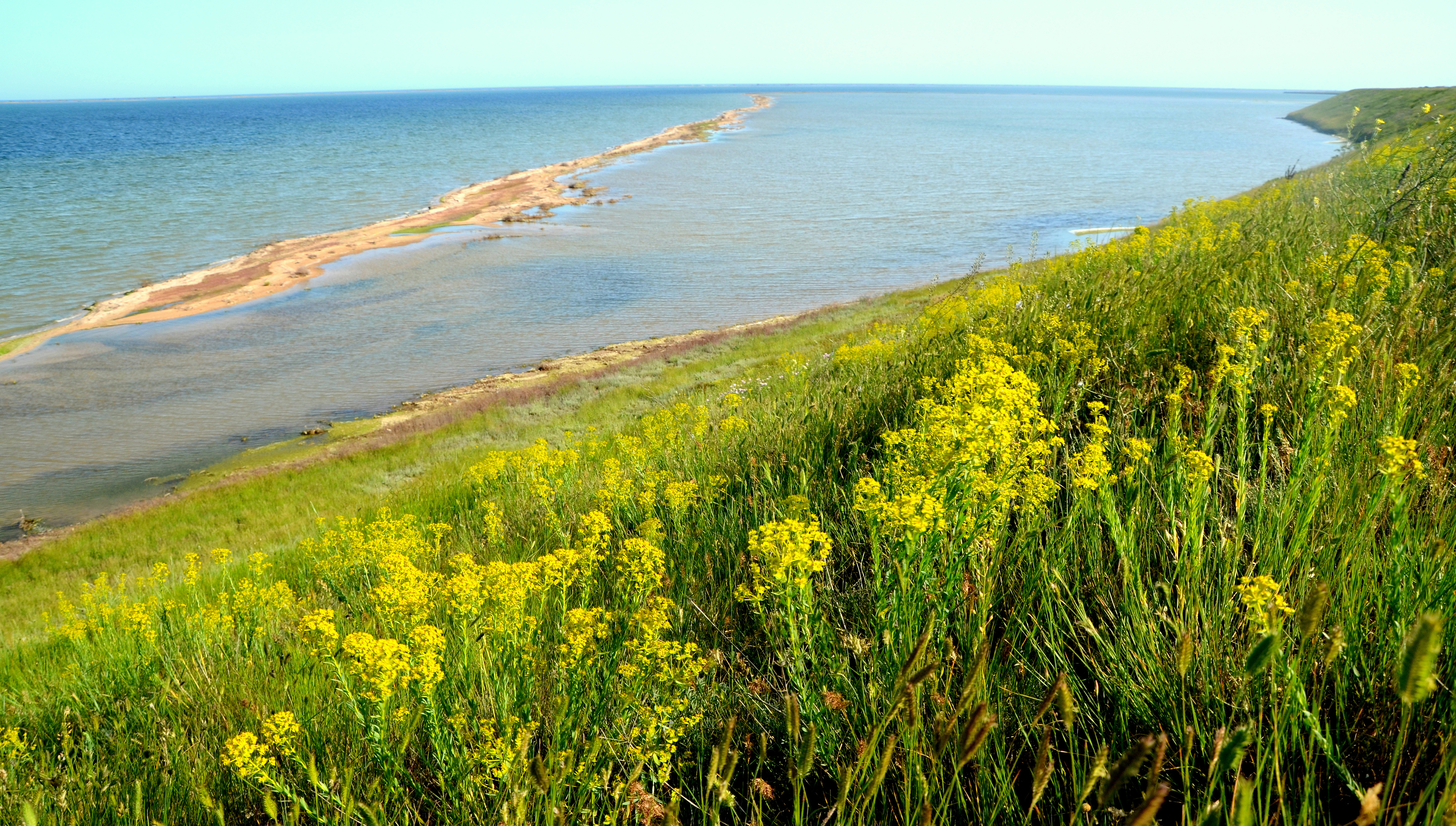

布爾納斯湖（烏克蘭語：Бурнас），是烏克蘭西南部的湖泊，隸屬敖德薩州的博爾赫拉德區。該湖處於黑海畔，長7公里、寬1至3公里，最大水深2.4米。